# Devil May Cry 2
Devil May Cry 2 (japanska: デビル メイ クライ 2 Hepburn: Debiru Mei Kurai Tsū?) är ett hack 'n slash-actionspel från 2003 till Playstation 2. Spelet ingår i spelserien Devil May Cry.